# Walter Linares Quilca
Walter Eduardo Linares Quilca (Pazos, Tayacaja, Huancavelica, 30 de abril de 1963) es un economista y político peruano. Fue alcalde del Distrito de Pazos entre 2019 y 2022.

## Biografía
Nació en Pazos, provincia de Tayacaja, departamento de Huancavelica, Perú, el 30 de abril de 1963, hijo de Valeriano Máximo Linares Quispe y Delfina Quilca Romero. Cursó sus estudios primarios y secundarios en la ciudad de Huancayo. Entre 1982 y 1988 cursó estudios superiores de economía en la Universidad Nacional del Centro del Perú en Huancayo. Posteriormente, entre 2002 y 2008 cursó la maestría de gerencia social en la Pontificia Universidad Católica del Perú.

## Vida política
Su primera participación política fue en las elecciones regionales de 2006 en las que fue candidato del Movimiento Descentralista Popular Rikcharisun Llaqta Yuyaychanakunapaq a la presidencia regional de Huancavelica. En las elecciones del 2010 y del 2014 fue candidato a alcalde del distrito de Pazos, primero por el mismo movimiento y luego por el partido Acción Popular. No tuvo éxito sino hasta las elecciones municipales del 2018 en las que, presentándose como candidato del Movimiento Regional Ayni, fue elegido alcalde de ese distrito.